# Целлюлозная пробка

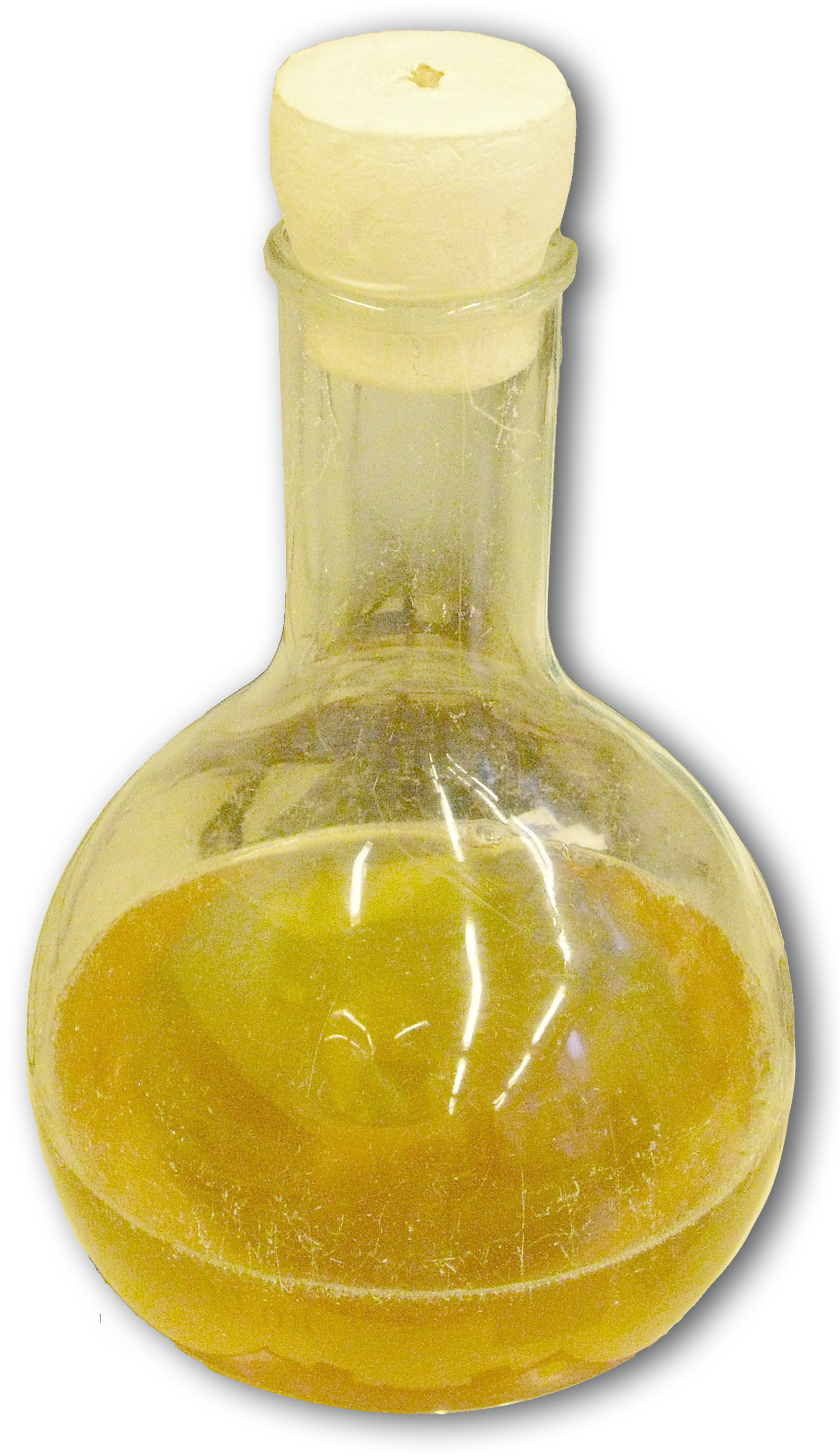
Применение целлюлозной пробки

Целлюлозная пробка — приспособление для закупоривание ёмкостей, изготовленное из прессованной целлюлозы.  Используются в бактериологических лабораториях, институтах гигиены, в пищевых и криминалистических лабораториях, а также в учебных учреждениях.

## История
Целлюлозную пробку изобрёл Хайнц Херенц в начале 1960-х годов. Патент на «стерилизуемую газопроницаемую пробку из волокнистого материала» он получил 13 марта 1965 года.

## Характеристика и свойства
Целлюлозная пробка предназначена для стерильной закупорки микробиологических образцов, бактериальных культур, стерильных растворов и питательных сред во всех типах пробирок, колб и флаконов. Пробка допускает многократное автоклавирование при температуре до 200 °C, фильтрует бактерии, газопроницаема. Предназначена для одноразового применения.
Пробки могут иметь различный размер, жесткость и форму:
- конусная пробка;
- пробка двухрадиусная;
- пробка с гофром.

Пробка является альтернативой закупорке ёмкостей с помощью ватно-марлевых пробок.
Целлюлозная пробка может применяться в качестве зонда-тампона для гинекологических обследований.
Свойства целлюлозной пробки являлись предметом научных исследований.

## Технология производства
Пробки производятся из целлюлозы путём накручивания при высокой скорости на оправку с использованием нейтрального клея. Отдельные формы и размеры пробок задаются специальными шаблонами.